# Vom Himmel hoch, da komm ich her

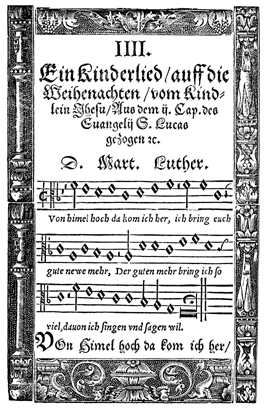
La partitura del brano in una stampa del 1567

Vom Himmel hoch, da komm' ich her (“Vengo dall'alto dei Cieli”), o semplicemente Vom Himmel hoch, è un tradizionale canto natalizio tedesco, il cui testo, del 1534 (o 1535), è attribuito – pare con una certa attendibilità  – a Martin Lutero. Il testo, pubblicato nel 1535, venne inizialmente accompagnato da una melodia popolare tedesca, poi – a partire dal 1538 – da una melodia composta dallo stesso Lutero, melodia utilizzata anche nell’Oratorio di Natale di Johann Sebastian Bach (1734).

Nel 1555, venne poi aggiunta da Valentin Triller la prima strofa.
Il brano, infine, è stato rielaborato nel XIX secolo da Felix Mendelssohn (1809 - 1847) per la sua cantata Vom Himmel hoch.

## Storia
La canzone venne probabilmente composta la sera della Vigilia di Natale del 1534 (o 1535) da Martin Lutero nella sua casa di Wittenberg (a quanto si dice l'unico edificio ancora illuminato da una luce di candela). Pare che Lutero, ispirato da un verso che diceva Ich komm aus fremden Landen her und bringt auch viel der neuen Mär (= "Vengo da Paesi stranieri; portate a molti la nuova notizia"), abbia modificato quest'ultimo in Vom Himmel hoch, da komm ich her, ich bringe euch gute, neue Mär (= "Vengo dall'alto dei Cieli, portandovi la buona nuova notizia"), mettendosi poi ad aggiungere altri versi, a cui diede i connotati di un canto natalizio.

## Testo
Es kam ein Engel hell und klar

von Gott aufs Feld zur Hirtenschar;

der war gar sehr von Herzen froh

und sprach zu ihnen fröhlich so:

 Valentin Triller (1555)
1. Vom Himmel hoch, da komm ich her.

Ich bring' euch gute neue Mär,

Der guten Mär bring ich so viel,

Davon ich singn und sagen will.

2. Euch ist ein Kindlein heut' geborn

Von einer Jungfrau auserkorn,

Ein Kindelein, so zart und fein,

Das soll eu'r Freud und Wonne sein.

3. Es ist der Herr Christ, unser Gott,

Der will euch führn aus aller Not,

Er will eu'r Heiland selber sein,

Von allen Sünden machen rein.

4. Er bringt euch alle Seligkeit,

Die Gott der Vater hat bereit,

Daß ihr mit uns im Himmelreich

Sollt leben nun und ewiglich.

5. So merket nun das Zeichen recht:

Die Krippe, Windelein so schlecht,

Da findet ihr das Kind gelegt,

Das alle Welt erhält und trägt.

6. Des laßt uns alle frölich sein

Und mit den Hirten gehn hinein,

Zu sehn, was Gott uns hat beschert,

Mit seinem lieben Sohn verehrt.

7. Merk auf, mein Herz, und sieh dorthin!

Was liegt dort in dem Krippelein?

Wes ist das schöne Kindelein?

Es ist das liebe Jesulein.

8.Sei mir willkommen, edler Gast!

Den Sünder nicht verschmähet hast

Und kommst ins Elend her zu mir,

Wie soll ich immer danken dir?

9. Ach, Herr, du Schöpfer aller Ding,

Wie bist du worden so gering,

Daß du da liegst auf dürrem Gras,

Davon ein Rind und Esel aß!

10. Und wär' die Welt vielmal so weit,

Von Edelstein und Gold bereit',

So wär sie doch dir viel zu klein,

Zu sein ein enges Wiegelein.

11. Der Sammet und die Seide dein,

Das ist grob Heu und Windelein,

Darauf du König groß und reich

Herprangst, als wär's dein Himmelreich.

12. Das hat also gefallen dir,

Die Wahrheit anzuzeigen mir:

Wie aller Welt Macht, Ehr und Gut

Vor dir nichts gilt, nichts hilft noch tut.

13. Ach, mein herzliebes Jesulein,

Mach dir ein rein, sanft Bettelein,

Zu ruhen in meins Herzens Schrein,

Das ich nimmer vergesse dein.

14. Davon ich allzeit fröhlich sei,

Zu springen, singen immer frei

Das rechte Susaninne schon,

Mit Herzenslust den süßen Ton.

15. Lob, Ehr sei Gott im höchsten Thron,

Der uns schenkt seinen ein'gen Sohn.

Des freuen sich der Engel Schar

Und singen uns solch neues Jahr.  

## Versioni in altre lingue
Del brano, tra l'altro, esiste un adattamento in inglese dal titolo From Heaven Above to Hearth I Come (1855, a cura di Catherine Winkworth).
È stata adattata anche in svedese con il titolo di Av himlens höjd oss kommet är o Från himlens höjd jag bringar bud, ecc.: il primo di questi adattamenti risale al 1617 ed è a cura di Olaus Martini (titolo: Af Himmels högd jagh kommen är).